# Telovac
Telovac (cyr. Теловац) – wieś w Serbii, w okręgu pirockim, w gminie Bela Palanka. W 2011 roku liczyła 31 mieszkańców.